# 2,4,6-庚三酮
2,4,6-庚三酮是一种有机化合物，化学式为OC(CH
2C(O)CH
3)
2。它是白色或无色固体，其分子主要以烯醇的形式存在，并可与1,2-二酮缩合。它可以和金属形成配合物。它是草莓味道的来源。